# 1995 WN5
1995 WN5 är en asteroid i huvudbältet som upptäcktes den 24 november 1995 av den japanska astronomen Takao Kobayashi vid Ōizumi-observatoriet.
Asteroiden har en diameter på ungefär 12 kilometer och den tillhör asteroidgruppen Padua.